# 粗短毛管蚜
粗短毛管蚜（学名：Greenidea (Trichosiphum）为毛管蚜科毛管蚜屬下的一个种。